# Niyozali Kholmatov

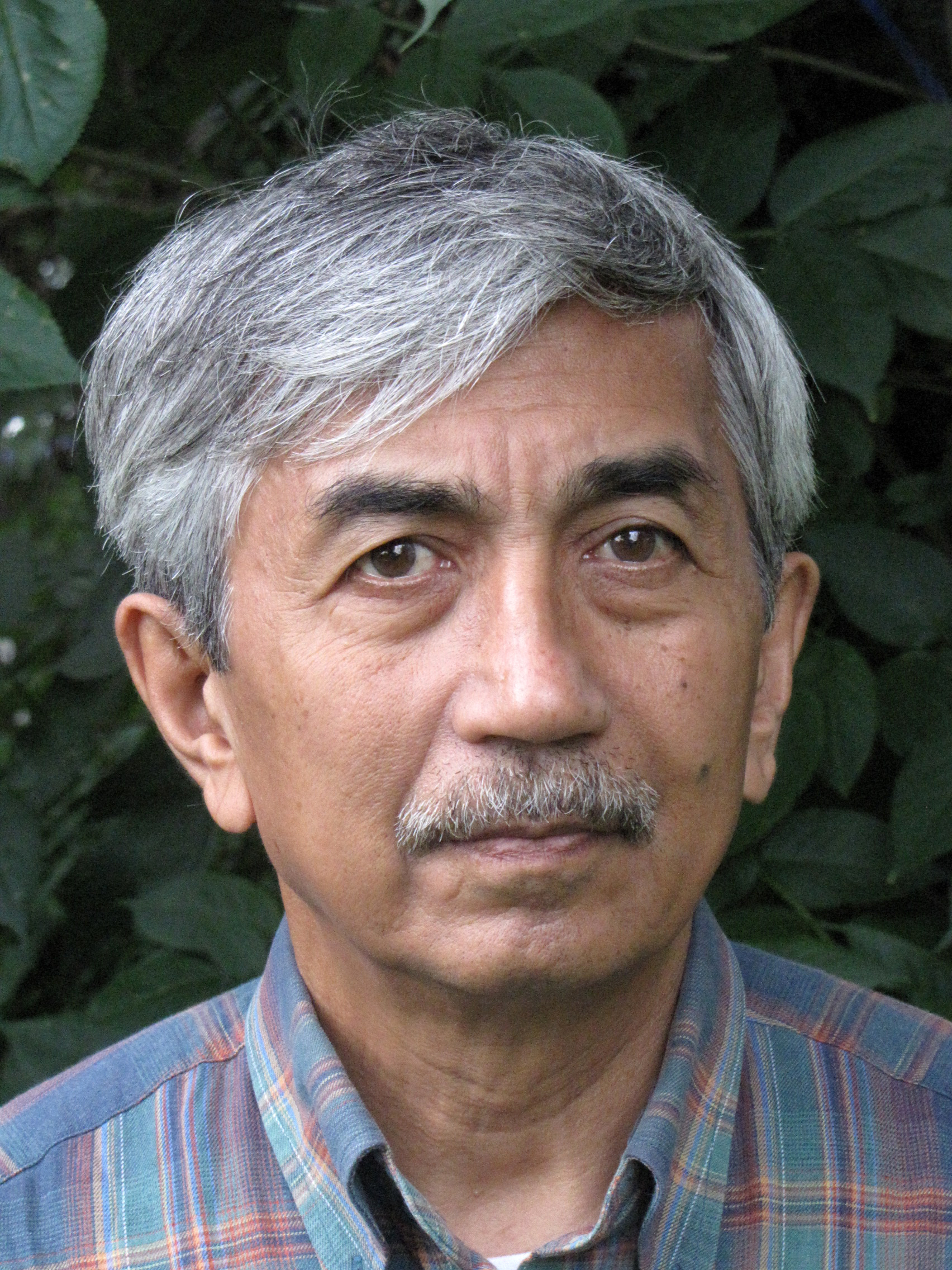
Niyozali Kholmatov (August 2010)

Niyozali Kholmatov (usbekisch Xolmatov, auch Holmatov, russisch Ниёзали Холматов; * 20. Februar 1947 in Koshtepa, Ferghanatal, Usbekische SSR; † 19. März 2020 in Taschkent) war ein usbekischer Miniaturkünstler. Er lebte und arbeitete in Taschkent, Usbekistan.

## Leben
Seine Schulbildung erhielt Niyozali Kholmatov von 1954 bis 1965 am Schulinternat Nr. 1 in Andijon. Bereits als Schüler leitete er einen Mal- und Zeichnen-Kreis für seine Mitschüler.
1965 begann er in Moskau an der Hochschule für Ingenieurswesen und Landschaftspflege ein Architektur-Studium, das jedoch nicht ganz seinen künstlerischen Neigungen entsprach. Deshalb wechselte er im gleichen Jahr an die Kunstfachschule „M. I. Kalinin“ – Fakultät für Kunstmalerei, um dort Malerei mit Schwerpunkt Ikonenmalerei zu studieren. Schon während des Studiums absolvierte er mehrere Praktika in den berühmten Zentren für russische Lack- und Email-Miniaturmalerei (Palech, Mstera und Rostower Finift). Hier erlernte er die Besonderheiten der Technologie, Spezifikation des Materials, Vorbereitungs- und Herstellungsstadien. Sein Studium schloss Kholmatov 1973 erfolgreich mit Diplom ab. Seine Diplomarbeit war im Stil einer orientalischen Miniatur gestaltet. Seit dieser Zeit ist sein Lebens- und Schaffensweg untrennbar mit der orientalischen Miniaturkunst verbunden.
Von 1973 bis 1980 arbeitete er in der experimentellen Werkstatt der Kunstfabrik für Gravur in Moskau.
1980 wurde Niyozali Kholmatov von der usbekischen Regierung und dem Künstlerverband nach Taschkent eingeladen und damit beauftragt die usbekische Lack-Miniaturmalerei wieder zu beleben. 1981 gründete er eine Experimentier-Werkstatt in Taschkent, in der er die Technologie der Papiermaché-Herstellung und Miniaturmalerei unterrichtete.
In der Zeit um 1984 suchte Niyozali Kholmatov nach neuen Ausdrucksmöglichkeiten für die traditionelle Miniaturmalerei. Er fand sie in dekorativen Tafelbildern, in Miniaturmalerei auf Email, und schließlich auf Papier. In den gleichen Jahren gelang ihm eine Synthese von Goldschmiedekunst und Miniaturmalerei. Für diese Innovationen auf dem Gebiet der Miniaturkunst wurde er 1995 von der UNESCO ausgezeichnet.
1990 nahm Niyozali Kholmatov an einem Pilotprojekt „Kulturaustausch der Kunsthandwerker des usbekischen und des niedersächsischen Kulturministeriums“ teil.
Seit 1997 ist er Ordentliches Mitglied der Akademie der Künste Usbekistans und Sekretär der Abteilung für angewandte Kunst- und Miniaturmalerei.
Seit 1999 unterrichtet er die Fächer Komposition und Technologie der Miniaturmalerei am Lehrstuhl für Buchgraphik und Miniaturmalerei der Akademie für Kunst und Design in Taschkent.
Im Jahr 2000 wurde ihm der Ehrentitel „verdienter Künstler des Volkes der Republik Usbekistan“ verliehen.

## Werk
Niyozali Kholmatov ist ein Künstler, dessen künstlerische Handschrift nicht mit der anderer Künstler Usbekistans zu verwechseln ist. Es liegt wahrscheinlich nicht nur an seinem Stil, sondern auch an der Weltanschauung und den philosophischen Grundsätzen seines Schaffens. Wobei hinter seiner Vielseitigkeit – Lackminiatur, Goldschmiedekunst, Monumentalfresken, Buchillustrationen, Tafelbilder – eine Ganzheit, Inhaltsreichtum und seine besondere Einstellung gegenüber historischen Traditionen zu erkennen sind.
Zu Beginn seiner Schaffenszeit um 1984 sucht Niyozali Kholmatov nach neuen Ausdrucksmöglichkeiten für die traditionelle Miniaturmalerei. Er findet sie in der großflächigen Wandmalerei und dekorativen Tafelbildern, in Miniaturmalerei auf Email, und schließlich auf Papier. Um die Miniaturmalerei auf diese neuen Medien zu übertragen, hat er sich die jeweilige Arbeitsweise von Grund auf erarbeitet.
Bei den Wandmalereien stand Kholmatov vor der Aufgabe, sich die Technik der Fresko-Malerei anzueignen und zugleich einen Weg zu finden, die Merkmale der Miniaturmalerei, ihre Zweidimensionalität, Dekorativität und Farbgebung auf große Flächen zu übertragen. Bewusst dezente Farben, elegante, meisterhafte Linienführung, ausdrucksvolle und klare Kompositionen sind charakteristisch für diese Zeit. Hierbei sind die Wandmalereien im Gebäude des Verbandes der usbekischen Seidenindustrie, im Theater in der Stadt Guliston, in den Foyers des usbekischen Außenministeriums, der türkischen und der indischen Botschaft, im Hotel „Buchara“ in Buchara, im Konzertpalast „Turkestan“ in Taschkent besonders zu erwähnen.
In den gleichen Jahren sucht Kholmatov nach einer Synthese von Goldschmiedekunst und Miniaturmalerei; er experimentiert viel mit den Brennprozessen von Email. Es entstehen filigrane Silberdosen mit Emailmalerei, deren Motive sehr poetisch und zart sind: „Nachtigall und Rose“, „Die Granatblüte“, „Die Nacht“, „Der Musikant“.

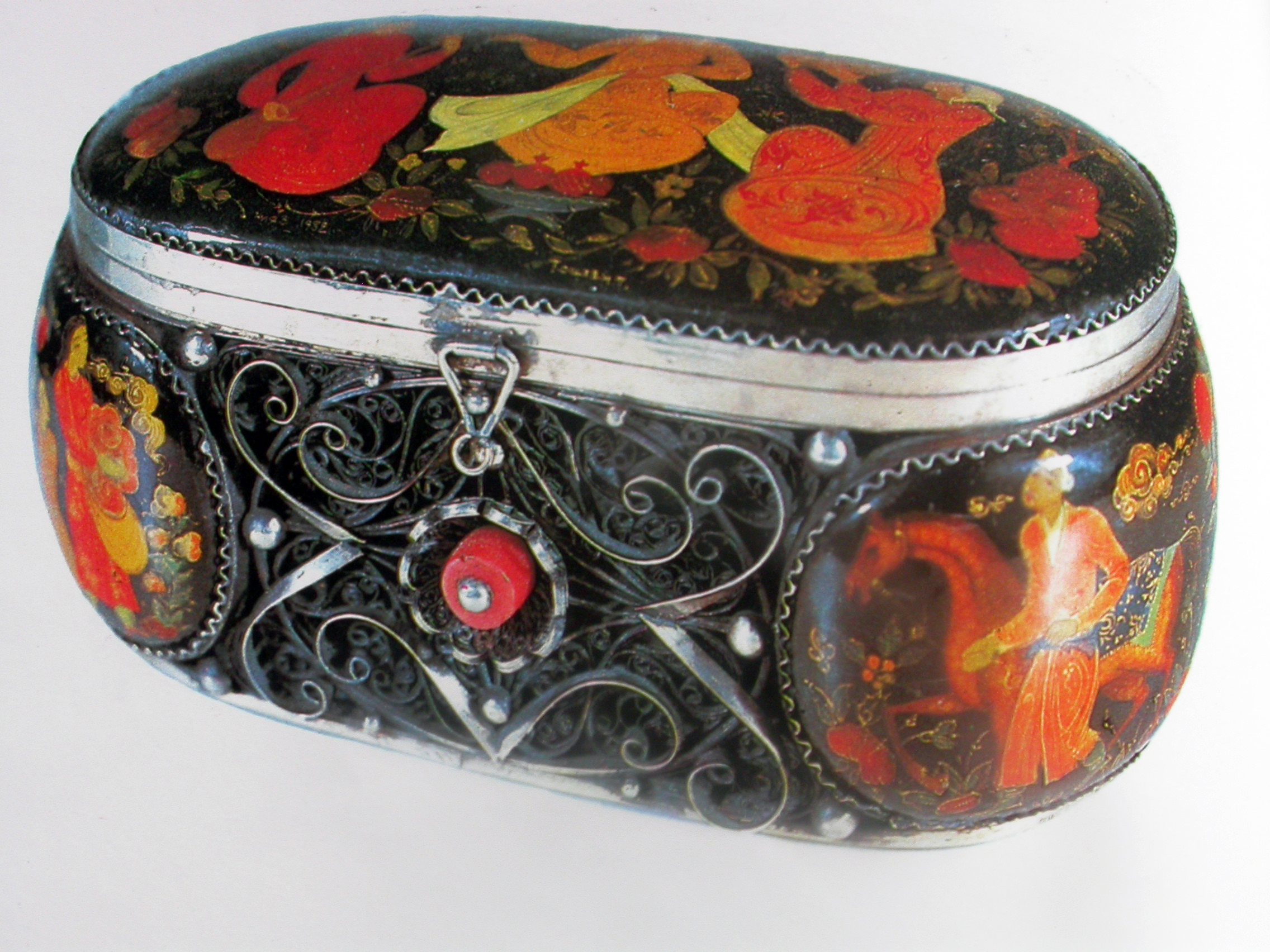
Lackschatulle des Künstlers Niyozali Kholmatov, Musikanten 1983

Auch in seinen Goldschmiedearbeiten gelingt ihm die Verschmelzung der orientalischen Tradition mit der modernen europäischen Goldschmiedekunst. In den eleganten und zartgliedrigen Schmuckstücken aus dieser Zeit verarbeitet er das komplizierte System des geometrischen „Girih“-Ornamentes. Für eine Broschen-Serie lässt er sich von den Ikat-Mustern der usbekischen Seidenstoffe inspirieren.
Anfang der neunziger Jahre beginnt Niyozali Kholmatov sich mit Miniatur auf Papier zu beschäftigen; auch hier sucht er nach neuen Ausdrucksmöglichkeiten. Er entdeckt die Gesetzmäßigkeiten im Aufbau der klassischen orientalischen Miniatur und vertieft sich in die Welt der orientalischen Philosophie. Er versucht, sowohl gefühlsmäßig als auch pragmatisch die Erfahrungen des Sufismus zu begreifen. Die Idee eines beständigen Weges zur Vollkommenheit, zur Harmonie mit der Welt fasziniert ihn und zeigt sich in den Themen seiner Bilder, die symbolisch und metaphorisch zu deuten sind. Zu den wichtigsten Werken gehören „Das Meer des Lebens“, „Sufistische Metamorphosen“, „Der Schah, die Geliebte und der Derwisch“, „Opfer des Wunsches“, „Der Reisende“. In einigen Werken verarbeitet er auch Themen der klassischen persischen, indischen und arabischen Dichtung, wie z. B. in seinen Miniatur-Serien zum persischen Nationalepos „Schāhnāme“ oder zum Leben Baburs.
Seit 2002 arbeitet er an einem Thema, das ihn als Künstler interessierte: die Geschichten und Legenden des Alten Testamentes zu illustrieren. Sein Interesse beruht auf der Tatsache, dass die drei großen Weltreligionen Christentum, Islam und Judentum eine gemeinsame Wurzel haben. Seine eigene Interpretation und künstlerische Umsetzung der alttestamentlichen Geschichten ist unabhängig von einer engen Religionszugehörigkeit, sondern beruht auf seinen Kenntnissen über die regionale Kultur und den Lebensstil der damaligen Zeit. Die Personen und Geschichten um Abraham, Salomon, Noah, Mose und Joseph sind eindrucksvoll in seinem unverwechselbaren Stil in Szene gesetzt. Daneben beschäftigt er sich mit der freien Interpretation der Miniaturmalerei, mit der Poesie der orientalischen Kunst und ihrem wichtigsten Prinzip, der Ornamentalität.

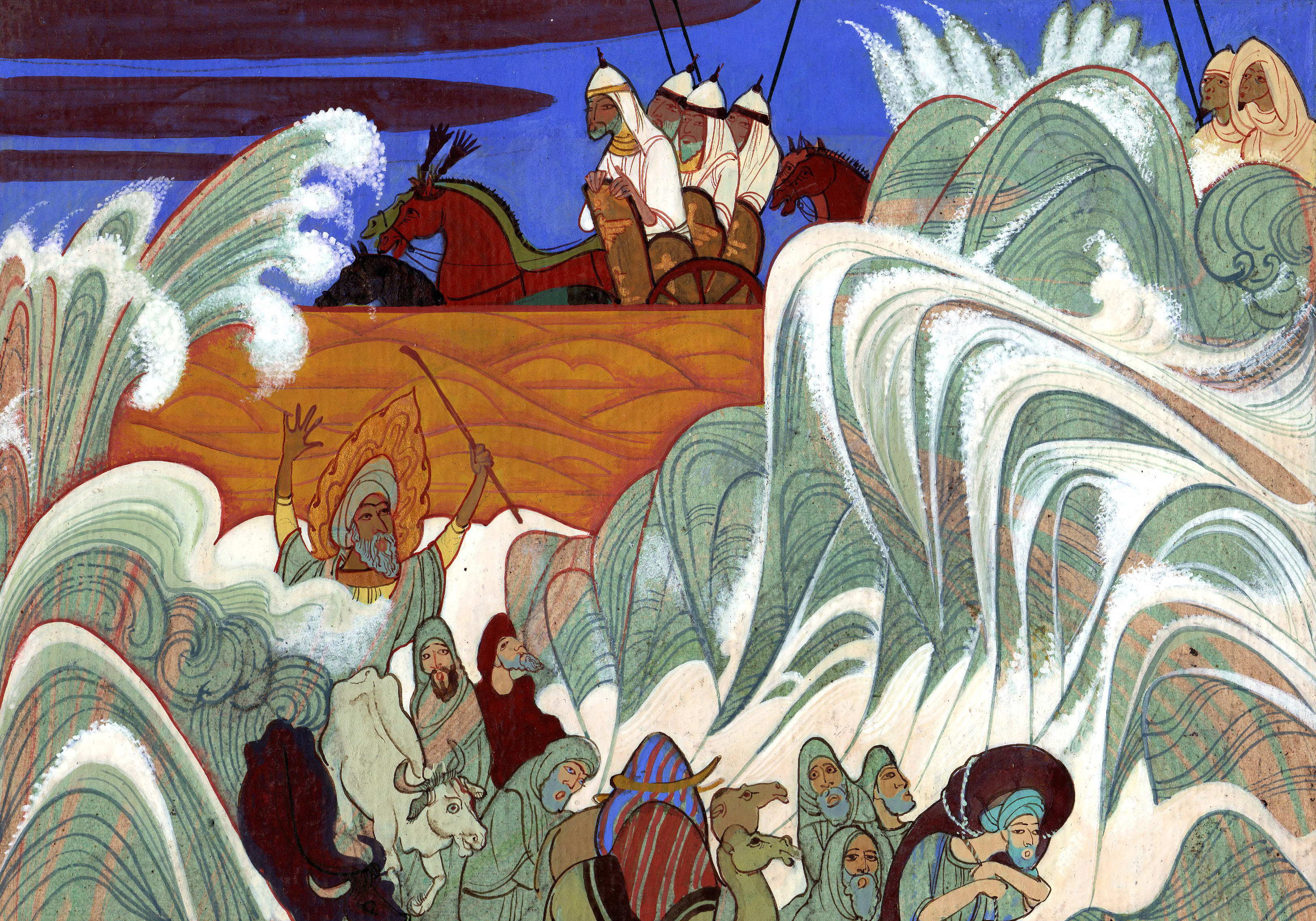
Bildminiatur von Niyozali Kholmatov: Israels Durchzug durchs Schilfmeer II

## Ausstellungen
- 1981: „Susani und Teppiche Usbekistans“ in Taschkent, Ausstellungshalle des Künstlerverbandes
- 1984: Preis-Gestaltung für den Gewinner des Film-Festivals der Länder Asiens, Afrikas und Lateinamerikas in Taschkent (Lack-Schatulle)
- 1989: Symposium u. Ausstellung der Email-Künstler u. Juweliere der UdSSR, Palanga, Litauische Sozialistische Sowjetrepublik
- 1990: „Email-Kunst aus Russland, Turkmenien, Usbekistan und Deutschland“, Göttingen, Galerie Fischer
- 1993: Gruppenausstellung „Kunst aus Usbekistan“, Göttingen, Galerie Apex
- 1996: Gruppenausstellung „Email- u. Miniaturmalerei“, Hannover, Galerie Bitter
- 1997: Erste Ausstellung der ordentlichen Mitglieder der Usbekischen Akademie der Künste, Taschkent
- 1998: „Bewegung durch Raum und Zeit“, Bischkek, Kirgisien
- 1999: Zweite Ausstellung der ordentlichen Mitglieder der Usbekischen Akademie der Künste, Taschkent
- 1999: „Inspiration zwischen Tradition und Moderne – Kunst aus Usbekistan“, Köln Deutsche Welle
- 2003: Jubiläums-Ausstellung iranischer und usbekischer Miniatur-Maler zum 550. Geburtstag von Kamāl ud-Dīn Behzād, Taschkent
- 2004: Ausstellung „Meister und Schüler“, Ausstellungshalle der Akademie der Künste, Taschkent
- 2004/2005: UNESCO-Wanderausstellung „West-Ost-Dialog – die Große Seidenstraße“ im Staatlichen Kunstmuseum Almaty/Kasachstan und Nationales Kunstmuseum Bischkek/Kirgisien
- 2005: Ausstellung der ordentlichen Mitglieder der Usbekischen Akademie der Künste, Taschkent
- 2007: Ausstellung der ordentlichen Mitglieder der Usbekischen Akademie der Künste, Taschkent
- 2010: „Ost-West-Dialog – Zwischen Tradition und Moderne“, Weßling/Kr. Starnberg, Galerie Risse
- 2011: „Orientalische Miniaturen zur Bibel“, Göttingen

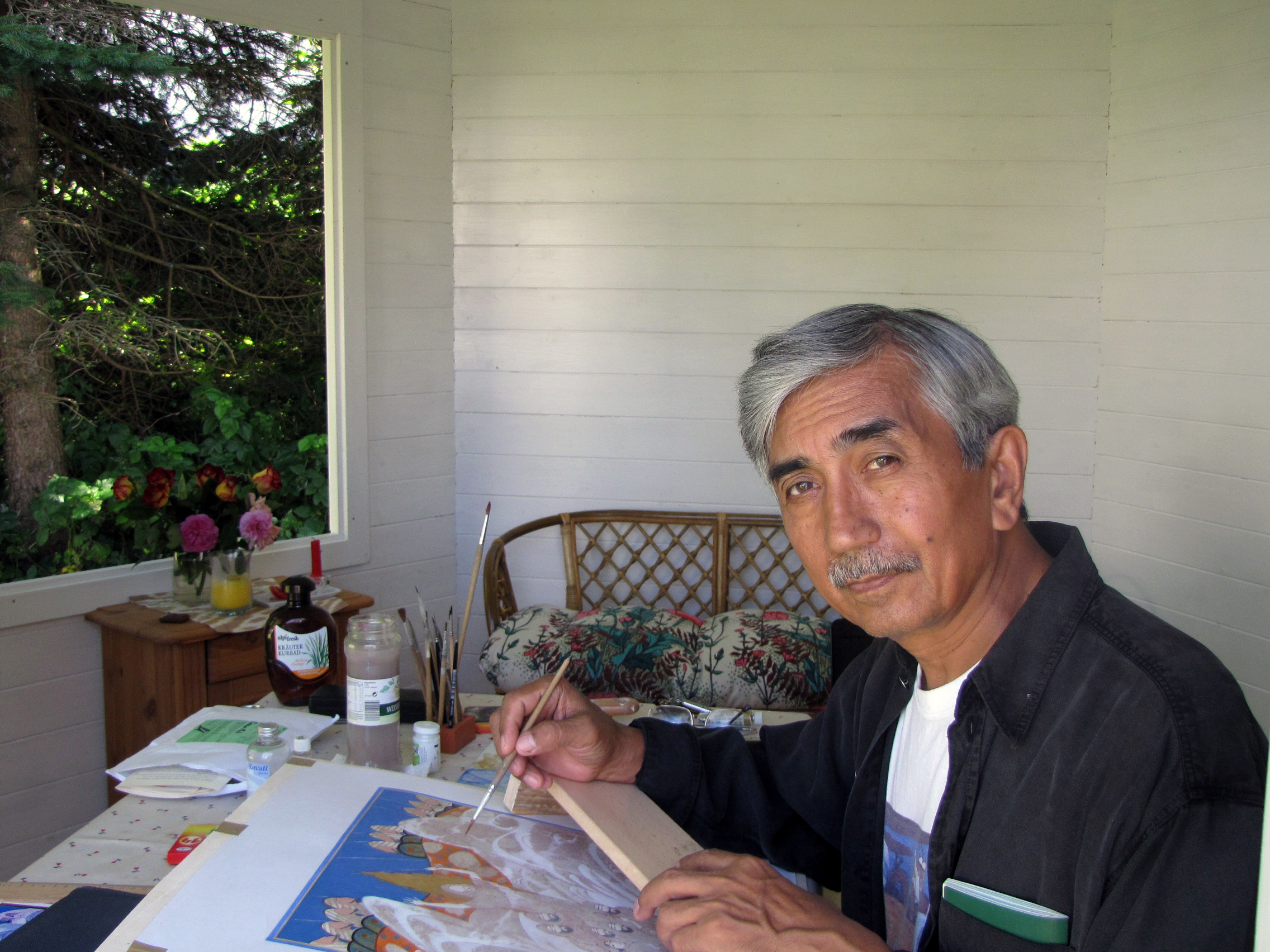
Niyozali Kholmatov bei der Arbeit (August 2010)

- 2012: „Kontraste“ Kunstverein Bad Aibling
- 2013: „Orientalische Miniaturen zum Alten Testament“ Haus der Religionen (Hannover)
- 2014: „Zauber des Orients“ im KRH Klinikum Siloah Hannover
- 2015: „Неиссякаемый источник“ („Unversiegbare Quelle“) Einzelausstellung in der Galerie der Bildenden Künste Usbekistans, Taschkent (15. Oktober bis 15. November 2015)
- 2015: „Библейские притчи“ („Biblische Gleichnisse“) Einzelausstellung im Theater „Ilkhom“ Taschkent, Usbekistan (15. Dezember 2015 bis 20. Januar 2016)
- 2017: „1-й Международный фестиваль декоративно-прикладного искусства“ (1. Internationales Festival für dekorative und angewandte Kunst) Taschkent, Usbekistan (6. November 2017 bis 11. November 2017)
- 2019: „2-я Международная биеннале прикладного искусства“ (2. Internationale Biennale für angewandte Kunst) Taschkent, Usbekistan (11. November 2019 bis 15. November 2019)
- 2019: Ausstellung „Альма — Матер“ („Alma Mater“) Ausstellungshalle Akademie der Künste Taschkent, Usbekistan (29. November 2019 bis 20. Dezember 2019)
- 2021: „San'at abadiydir“ („Die Kunst ist ewig“) Ausstellungshalle Akademie der Künste Taschkent, Usbekistan (9. Februar 2021 bis 18. Februar 2021)
- 2021: Einzelausstellung „Восточная сюита“ („Orientalische Suite“) im Rahmen von „Международный фестиваль изобразительного и прикладного искусства“ („Internationales Festival für Bildende und Angewandte Kunst“) Museum der Miniaturmalerei Taschkent, Usbekistan (19. April 2021 bis 23. April 2021)
- 2023: Einzelausstellung «Восхождение к истине» („Aufstieg zur Wahrheit“) in der National Galerie der Schönen Künste Taschkent, Usbekistan (7. Februar bis 7. März 2023)

## Auszeichnungen
- 1995: Diplom der UNESCO für künstlerische Innovation
- 1997: ordentliches Mitglied der Usbekischen Akademie der Künste (2. Mai 1997)
- 1998: Gewinn des Wettbewerbs zur Gestaltung des Emblems zum Jubiläum von al-Buchārī (Februar 1998)
- 2000: Ehrentitel „verdienter Künstler des Volkes der Republik Usbekistan“ (25. August 2000)
- 2017: Verdienstorden „Do'stlik“ („Freundschaft“), verliehen vom Präsidenten der Republik Usbekistan für hervorragendes künstlerisches Schaffen (25. August 2017)
- 2019: Ehren-Diplom der „2-я Международная биеннале прикладного искусства“ (2. Internationale Biennale für angewandte Kunst) Taschkent, Usbekistan

Seine Arbeiten befinden sich im Museum für Angewandte Kunst Taschkent, Usbekistan, Kamoliddin Behzod Museum für orientalische Miniaturen der Akademie der Künste Taschkent, Usbekistan und privaten Sammlungen in Usbekistan, Deutschland, Österreich, Belgien und den USA.

### Fachzeitschriften
Jannat Makon Nov. 2007, S. 62–69; Миниатюра – шеъриятдек гап (ein Artikel über das Leben u. Werk von N. Kholmatov),

### Überregionale Zeitungen und Zeitschriften
- J. S. Rybakow: Die Wiedergeburt der Miniatur, in: Prawda Wostoka (Wahrheit des Ostens), 4. September 1981
- O. Apuchtin: Lied über das Glück, in: Taschkenter Abendzeitung, 12. März 1988
- W. Arseniew: Die Kunst auf der Waage der Gleichgültigkeit, in: Iswestija Moskau, 16. September 1987
- Shakhalil K. Shayakubov: Moderne Miniaturmalerei Usbekistans in: Shark (Orient), 1994
- K. Akilowa: Blühender Garten in: Prawda Wostoka, 31. Oktober 1995
- Shakhalil K. Shayakubov in: Usbekistan-Kontakt, März 1997
- A. Hakimow: Der Shah, der Derwish, die Mahbuba, in: Sanat (Die Kunst), 1997
- C. Nemzowitsch: Das zur Kunst erhobene Handwerk, in: Taschkenter Abendzeitung, 7. April 1997
- N. Kurbonowa: Miniatur – das Lied der Emotionen, in: Uzbekiston owosi, 28. November 2002
- Shakhalil K. Shayakubov: Moderne Miniaturmalerei Usbekistans, in: Shark (Orient) 2006
- Galerie Risse zeigt Märchenhaftes aus dem fernen Osten, Süddeutsche Zeitung vom 14. Oktober 2010
- Reise durch die alttestamentlichen Geschichten (Memento vom 16. Februar 2015 im Internet Archive), Göttinger Tageblatt vom 22. Juni 2011
- Dekret des Präsidenten anlässlich des 26. Unabhängigkeitstages, „Qishloq hayot“ Nr. 102 (26. August 2017), S. 2